# Timothy Benjamin
Timothy Benjamin (auch: Tim Benjamin; * 2. Mai 1982 in Cardiff) ist ein britischer Sprinter, der als 400-Meter-Läufer seit Ende der 1990er Jahre erfolgreich ist.
Der Jugendweltmeister von 1999 über 200 Meter nahm an den Olympischen Spielen 2004 in Athen teil und kam dort im 400-Meter-Lauf bis ins Halbfinale. Im 4-mal-400-Meter-Staffellauf belegte er mit der britischen Staffel Platz fünf.
Am 22. Juli 2005 stellte er in London mit 44,75 s seinen persönlichen Rekord und eine europäische Jahresbestzeit auf. Bei den Weltmeisterschaften in Helsinki schaffte er den Einzug ins Finale und wurde Fünfter. 2006 wurde er bei den Europameisterschaften in Göteborg Sechster und gewann mit der britischen 4-mal-400-Meter-Staffel die Silbermedaille.
Er hat bei einer Größe von 1,83 m ein Wettkampfgewicht von 72 kg.